# Lunatic Festival
Das lunatic Festival ist ein Non-Profit Musikfestival, das jährlich auf dem Universitätscampus der Leuphana Universität Lüneburg stattfindet. Organisiert wird das Festival von einer Gruppe ehrenamtlich arbeitender Studierender. Der gemeinnützige Verein lunatic e. V. bildet die Grundlage für das Projekt. Das Line-Up beinhaltet Künstler unterschiedlicher Musikrichtungen und Stile. Im Anschluss an die zweitägige Open-Air-Veranstaltung finden an beiden Tagen Aftershowpartys auf dem Universitätsgelände statt. Bereits im Vorfeld des Festivals gibt es einige Warm-up-Partys und andere Vorveranstaltungen.

## Geschichte
Der Verein lunatic e. V. wurde im Herbst 2003 von 25 Lüneburger Studierenden im Rahmen des studentischen Praxisseminars „Festivalorganisation“ gegründet. Ziel war die Organisation und Durchführung eines Musikfestivals auf dem Lüneburger Universitätscampus. Am 17. Juni 2004 feierte das lunatic Festival Premiere. Seitdem verzeichnete das Festival jährlich bis zu 2300 Besucher. Im Laufe der Zeit wurde das Festival-Gelände um die „Spielwiese“ erweitert, auf der unterschiedlichste Initiativen sowie kleine, regionale Bands die Möglichkeit haben sich zu präsentieren. 2014 war das Festival mit 3000 Besuchern pro Tag erstmals ausverkauft.

## Partnerprojekt
Der lunatic e. V. unterstützt jedes Jahr ein gemeinnütziges Projekt und versucht, die daraus entstandenen Partnerschaften auch über diesen einjährigen Zeitraum hinaus fortzuführen. 2006 und 2007 unterstützte der lunatic e. V. die Initiative Viva con Agua de Sankt Pauli des ehemaligen St.-Pauli-Fußball-Profis Benjamin Adrion. Mit Hilfe von Spendengeldern konnten Wasseraufbereitungsanlagen in Kindergärten und auf Sportplätzen auf Kuba installiert werden. Weitere regionalen und überregionalen Partnerschaften folgten und werden über das Festivaljahr hinaus stetig gepflegt und erweitert:
- Lemonaid
- Lünebohne
- Amnesty International
- Cradle to Cradle
- Rock your Life
- Freifunk
- Enactus
- No Border Academy
- Zum Kollektiv
- Wilkommensinitiative

## Nachhaltige Ausrichtung des lunatic Festivals
Neben dem Hauptziel des lunatic e. V., ein erfolgreiches Festival zu organisieren, steht seit dem Festivaljahr 2007 zusätzlich das Thema „Event und Nachhaltigkeit“ im Mittelpunkt der Arbeit. Gemeinsam mit Umweltwissenschaftlern der Leuphana Universität wurde ein Leitfaden konzipiert, der es möglichen machen soll, das Festival sozial- und umweltverträglich zu gestalten. Erste Schritte waren die Neutralisierung des durch die An- und Abreise von Künstlern und Besuchern verursachten CO2-Ausstoßes durch CO2-Umweltzertifikate und die Herstellung der Printprodukte aus 100%igem Recyclingpapier.
Seit dem Wintersemester 2007 gibt es an der Leuphana Universität Lüneburg ein eigens zu diesem Thema arbeitendes Partnerseminar des lunatic e. V., das versucht, die bisherige Ausrichtung weiter zu vertiefen. Darüber hinaus gibt sich das lunatic Festival seit 2010 jedes Jahr aufs Neue ein „Nachhaltigkeitsthema“, welches schwerpunktmäßig auf eine bestimmte Problematik im Nachhaltigkeitsbereich aufmerksam machen soll. Im Jahr 2010 war dieses Thema „Mobilität“ gefolgt von „Wasser“ im Jahr 2011 sowie dem Thema „Energie“ im Jahr 2012.

## Auszeichnungen
Im Herbst 2008 hat die Jury des Wettbewerbs „365 Orte im Land der Ideen“ den lunatic e. V. aus mehr als 2000 Bewerbungen ausgewählt und als Vorzeigeprojekt ausgezeichnet. Der Wettbewerb steht unter der Schirmherrschaft von Bundespräsident Horst Köhler und ist ein Teil der Standortinitiative „Deutschland – Land der Ideen“, die von der Bundesregierung ins Leben gerufen wurde. Dabei werden jedes Jahr 365 Projekte prämiert, die für Deutschlands Ideenreichtum und die Innovationskraft stehen – jeden Tag eines.
Laut Siegerbenachrichtigung ist das lunatic Festival eine „ausgezeichnete Idee mit Vorbildcharakter (…), es erkennt die Herausforderungen der Zukunft und setzt mit richtungweisenden Ideen maßgebliche Trends in seinem Bereich“. Der Wettbewerb würdigt die Bestrebungen der Studierenden im Bereich der nachhaltigen Entwicklung – auf ökologischem, ökonomischem oder sozialem Gebiet innerhalb der Festival-Organisation.
Im Oktober 2007 wurde der lunatic e. V. durch den Friedensnobelpreisträger und 39. US-Präsidenten Jimmy Carter mit dem zweiten Preis der Jimmy and Rosalynn Carter Stiftung ausgezeichnet. Die Stiftung möchte studentisches ehrenamtliches Engagement fördern und zeichnet jährlich drei gemeinnützige Projekte aus dem universitären Umfeld aus.
2021 gewann das lunatic Festival den Helga-Award in der Kategorie „flexibelstes um-die-Ecke-Denken“.
Im Jahr 2022 wurde das lunatic Festival mit dem Helga-Award in der Kategorie "feinstes Booking" ausgezeichnet. 

## Das lunatic Festival heute
Das lunatic Festival versteht sich nach wie vor als Lernprojekt, dessen Zielsetzung die Stärkung der kulturellen Szene Lüneburgs und die Förderung von sozialem Engagement junger Leute beinhaltet. In jedem Jahr formiert sich ein neues Team, um so möglichst vielen Studenten praktische Erfahrungen im Bereich Veranstaltungsorganisation zu ermöglichen. Eine kleine Zahl von erfahrenen Teilnehmern sorgt dabei in der Funktion der Festivalleitung für den Wissenstransfer. Die etwa 20 Neulinge teilen sich in die Bereiche Künstlerische Leitung, Presse- und Öffentlichkeitsarbeit, Technik und Infrastruktur sowie Finanzen auf und übernehmen hier eigenverantwortlich einzelne Aufgaben der Festivalplanung. Seit dem Wintersemester 2009/2010 war das lunatic Projekt im Komplementärstudium (in der Perspektive „Praxis und Projekte“ unter dem Titel „Projektmanagement in der Festival-Organisation“) in das Curriculum der Leuphana Universität Lüneburg integriert.

## Bisherige Line-Ups
- 2004: Kid Alex & The Sick Boys, Puppetmastaz, Beige GT, Lax Alex Contrax, Der Fall Böse, The Rodeo Five
- 2005: Clueso & Band, Sam Ragga Band, Madsen, Dendemann & DJ Mirko Machine, Astra Kid, Carlos de Nicaragua y Familia, Mama Boom!
- 2006: Blumentopf & Live Band, The Toasters, Nosliw & Band, Les Babacools, Ohrbooten, New Culture
- 2007: Northern Lite, Mellow Mark & The Ruffcats, Dúné, RotFront, Illicit, Vokale Küche
- 2008: MIA., Shout Out Louds, Friska Viljor, Irie Révoltés, Sorgente, 1000 Robota, FlowinImmO & Les Freaqz, Phrasenmäher
- 2009: De La Soul, Mono & Nikitaman, Dan Le Sac vs. Scroobius Pip, ClickClickDecker, Vincent Van Go Go, I-Fire, Le Fly, Supershirt, Hundreds, Mighty Howard
- 2010: Looptroop, We Have Band, Bratze, Crystal Fighters, Who Knew, Die Chucks
- 2011: Bonaparte, Blumentopf, Dendemann, dOP, Pupkulies & Rebecca, Beat! Beat! Beat!, Rico Loop, Ladi6, Ya-Ha, Denmantau, Jahrome, Liedfett, Spring Leads You Home Tonight, Tonbandgerät, Aerodice, Monight Marauders, Soular Sound
- 2012: Marteria, Bodi Bill, The Koletzkis, Mount Kimbie, Pete Philly, Max Prosa, 6th Borough Project, Eljot Quent, Dan San, Nickes & die Detektive, TemmyTon & Sleepwalker, The Very First Teenager, numbe:ra, Bowrain, nixuntertreiben, The Dashwoods, Loulatsch und der Dodo, Lùisa
- 2013: Curse, WhoMadeWho, Foreign Beggars, I Heart Sharks, The Cast of Cheers, Wilhelm Tell Me, Weekend, De Staat, Mundwerk-Crew, Neonschwarz, Umse, Findus, DJ Orchester, Saint Pauli, TOY
- 2014: Die Orsons, FM Belfast, Mighty Oaks, OK Kid, Sizarr, DCVDNS, Vierkanttretlager, Mickey Lightfoot, BRNS, Der Ringer, Le Fly, ESKEI83, Tiger&Woods, Marlon Hoffstadt, Antilopen Gang, Tom Thaler & Basil, CRISH!, Patlac, Miu, Svmmy Jones, Waves of Joy, Flo Bauer, Maudite, 1122, Open Water Collective, Sonic Mobilée
- 2015: Balthazar, Genetikk, Rangleklods, Chefket, Carnival Youth, Retrogott und Hulk Hodn, Intergalactic Lovers, Slowy & 12Vince, Herrenmagazin, TICE, Bergfilm, Helgen, Moglebaum, Berlin Syndrome, AzudemSK, Krahnstøver, Goldroger, Consolers, Fensterplatz, Kota Connection, Snavs, COMA, Jacob Korn, UPTHESHUTF**K, Benchmob, Mis-Shapes, Motip White & Jakob Claus, Mark Rhein, Hemske, easyKISI[1]
- 2016: ABBY, AFRODEVINCI, Akua Naru, Animi Vox, Boreals, Chima Ede, Fatoni, Foxos, Grossstadtgeflüster, Gatwick, Hundreds, Isolation Berlin, Juju Rogers, Kafka Tamura, Leyya, Meute, Passepartout, Unumgänglich, Umse, Von Wegen Lisbeth
- 2017: Afterpartees, Alex Mayr, Ayu, Bellaroush, Berlin Boom Orchestra, Brass Riot, Dena, Drangsal, Edgar Wasser, Eljot Quent, Fuck Art, Let’s Dance!, Golf, GURR, John Known, Lioba, Megaloh, Moglii x Novaa, Warhaus, WiztheMC, #zweiraumsilke
- 2018: Ahzumjot, Blond, Coely, Dream Wife, Courts, Faces on TV, Footprint Project, Emily-Mae Lewis, Haión, Havington, Gaddafi Gals, Itaca, Lazy Lizzard Gang, Humming Bee, Maloun, Neufundland, Mädness & Döll, Roast Apple, Roosevelt, Rikas, the other shi, Vizediktator, Yeah But No
- 2019: - (PAUSE)
- 2020: Online Stream mit Musik von DRENS, Live-Kunst von Maria Schmuck und DJ-Set von Rufus
- 2021: Allan Why, Amt für Alle, anaïs, Ascendant Vierge, Bubette, Bush.ida, cesco.blz, Foodsharing, Goblyn, Graffiti Clash, Initiativen-Speeddating, Jenni Schurr, Klimaentscheid Lüneburg, KulturRausch, LAYLA, Lizki, Lyschko, Mamagei, Mangonumberfive, Marambolage, Merit Meurers, Onno Seeger, Open Stage, Podiumsdiskussion: Mental Health, Sigma, Sultans Court, The Mauskovic Dance Band, Tropikel Ltd., Viva con Agua[2]
- 2022: AALIYAH, Abdul Kader Chahin, Alice Phoebe Lou, Beverly D. Renekouzou, Bikini Beach, Bizarro Universe, BROCKHOFF, Bushfya, Caipora & Mama Love (Intertronika), David Jonas, Deer Anna, Dekker, Difficult Subject, Donna Leona, Edwin Rosen, El Ernesto, Feryel Atek, Feuer & Brot, Finna, Flukes, Get Jealous, Glitzerstand Birkenspanner & C2C, Janne Surma, Joy Bogat, Junger Afro Kollektiv, Körperfunkkollektiv, La Nefera, Lennon CMYK, Leuphana Dance Company, LILA SOVIA, Linol&Stitch, Lisa Marie Asubonteng, Lisbird, Literarische Diverse, LLUCID, Lotte Ahoi, Louisa Kohlhoff, Luna and the Fathers, Mariybu, Mar Malade, Max Krach ft. Sara Kanarski, Mola, mµhe, Nike Seiff, Nepumuk, Public Display of Affection, Phenix, Plan B, Poldy, Roller Derby, Rudi Retro, SCHLAU, Thala, TIERINDIR, Tiny Wolves, Tomke & Ronja, Transcodiert, Trille, Viva con Agua, We all got the Juice[3]
- 2023: - (ABSAGE)